# Greta Olsen
Greta Olsen fue una deportista danesa que compitió en natación. Ganó una medalla de plata en el Campeonato Europeo de Natación de 1950 en la prueba de 4 × 100 m libre.

## Palmarés internacional
| Campeonato Europeo | Campeonato Europeo | Campeonato Europeo | Campeonato Europeo |
| Año                | Lugar              | Medalla            | Prueba             |
| ------------------ | ------------------ | ------------------ | ------------------ |
| 1950               | Viena (Austria)    | Medalla de plata   | 4 × 100 m libre    |